# Karl Jarosch
Karl Jarosch, in Australien Jaros,  (* 25. August 1931) ist ein ehemaliger österreichischer Fußballspieler. Der Rechtsaußen spielte bei Stadlau und der Wiener Austria. Er ging 1958 nach Australien, wo er mehrere Erfolge verbuchen konnte und auch als Trainer arbeitete.

## Karriere
Karl Jarosch begann seine Fußballerkarriere als Rechtsaußen beim FC Stadlau in der B-Liga. In der Saison 1953/54 gelang mit den Blau-Weißen der gemeinsame Aufstieg mit der Kapfenberger SV in der A-Liga. Gemeinsam mit Friedrich Hollaus in der Angriffsreihe konnte Karl Jarosch bei dem kleinen Verein auf sich aufmerksam machen und trug zum ersten Klassenerhalt auch zehn Tore bei. Im zweiten Jahr kam er unter Karl Geyer gegen die brasilianische Fußballnationalmannschaft im April 1956 zu seinem ersten Länderspieleinsatz.
Karl Jarosch wurde daraufhin von der Wiener Austria abgeworben, mit der er 1956/57 den dritten Meisterschaftsrang erreichte. Mitte 1957 nahm er mit der Austria an einer zwölfwöchigen Australientournee teil. Später unterhielt er sich mit seinem ein halbes Jahr jüngeren Mannschaftskollegen und engsten Freund in der Mannschaft Leopold Baumgartner über Australien und ein mögliches Auswandern dorthin, auch angesichts ihrer eigenen finanziellen Position. Der damalige Masseur der Wiener, der dieses Gespräch mitangehört hatte, bot daraufhin an, einem tschechischen Freund, der in Sydney lebte, einen Brief zu schreiben, um die beiden womöglich mit dem dort durch tschechoslowakische Einwanderer gegründeten Sydney FC Prague in Verbindung zu bringen. Die beiden spielten zunächst gemeinsam für Prague.
Jarosch wechselte zum Beginn des Jahres 1961 für eine vierstellige Ablösesumme zum Hakoah Club, wo er im März auch als Trainer in Nachfolge von George Azzopardi wurde. Er gewann so die Meisterschaft von Neusüdwales von 1961. Auf dem Feld agierte er dabei als Linksaußen und erzielte im entscheidenden „Grand Final“ zwei Tore beim 4:1 in einer Hitzeschlacht vor 18.500 Zusehern gegen Canterbury-Marrickville. Mit Beginn des Jahres 1962 übernahm Gyula Polgár das Training bei Hakoah, wurde aber, da Erfolge ausblieben, bereits gen Ende März wieder durch Jarosch ersetzt. Unter dem wurde die Mannschaft Zweiter in der Liga und gewann das Grand Final um den Meistertitel gegen den Liga-Ersten Budapest mit 4:2. Seine Abschiedsvorstellung für Hakoah gab Jarosch bei einer 2:6-Heimniederlage im Viertelfinale der Erstaustragung des ersten nationalen Wettbewerbs Australiens, dem Australia Cup, im November gegen Juventus aus Melbourne. Er erzielte dabei das 1:0 und das 2:0, ehe die „Italiener“ ab der 50. Minute zurückschlugen.
Seine letzte Station war von Januar 1963 bis 1965 der italienische Einwandererverein APIA Leichhardt in der Division 1 von New South Wales. Hakoah erhielt eine Ablöse von £ 1200 für ihn. Jarosch wurde als Spieler mit Apia 1964 Erster der Liga und gewann zudem 1964 und 1965 das über den Meisterschaftstitel entscheidende „Grand Final“. In beiden Fällen war der Gegner der St. George-Budapest-Club. Der 7:2-Erfolg von 1964 vor 22.500 Zusehern ist bis heute der höchste Sieg in einem erstklassigen „Grand Final“ von Neusüdwales. 1964 und 1965 erreichte Apia zudem das Finale des Australia Cup, des ersten nationalen Wettbewerbs in Australien, unterlag dort aber George Cross FC aus Melbourne, bzw. dem Sydneyer Hakoah Club.
Nachdem er schon bei Hakoah auch als Trainer tätig gewesen war, setzte er nach seinem Ausscheiden bei Apia, seine Trainerlaufbahn beim ambitionierten Marconi Club im Westen Sydneys fort, den er nach dem Abstieg 1965 umgehend in die zweite Liga des Staates führte. Danach übernahm Jarosch den von Maltesischen Einwanderern getragenen Erstligaaufsteiger Melita Eagles, der damals noch in Newtown im inneren Westen Sydneys beheimatet war. Mit denen konnte er 1967 die Klasse halten. 1975 wurde er Trainer des Drittligaaufsteigers Queens Park in den östlichen Vororten von Sydney. Mit dem stieg er 1976 in die zweite Liga auf, wo der Verein 1977 Sechster wurde.
Im Mai 1988 spielte er noch in einem Aufeinandertreffen der alt-Stars von Hakoah und St. George Budapest im Vorprogramm des Ligaspiels zwischen den Kampfmannschaften der beiden Vereine.
Über die Zeit danach weiß man nichts mehr über Karl Jaros(ch). Und wenn er nicht gestorben ist, dann lebt er noch heute.

## Erfolge
- Meister von Neusüdwales: 1961, 1964, 1965
- 1 Spiel für die österreichische Fußballnationalmannschaft 1956